# Dharampal
Dharampal, né le 19 février 1922 à Kandhala dans le district de Muzaffarnagar de l'Uttar Pradesh et mort le 24 octobre 2006 à Sevagram près de Wardha, Maharashtra) est un historien et philosophe politique de l'Inde, auteur de The Beautiful Tree (1983), parmi d'autres œuvres séminales, qui ont conduit à une réévaluation radicale de vues sur la société indienne à la veille de la conquête britannique.

## Biographie
Dharampal est un historien et philosophe politique de l'Inde,. Il est l'auteur de The Beautiful Tree, en 1983, qui a conduit à une réévaluation radicale de vues sur la société indienne à la veille de la conquête britannique.
Il est associé à la régénération de divers peuples de l'Inde.

## Œuvres
- Panchayat Raj as the Basis of Indian Polity: An Exploration into the Proceedings of the Constituent Assembly, AVARD, New Delhi,  1962.
- Indian Science and Technology in the Eighteenth Century: Some Contemporary European Accounts, Impex India, Delhi, 1971
- Civil Disobedience and Indian Tradition: with Some Early Nineteenth Century Documents, Sarva Seva Sangh Prakashan, Varanasi, 1971.
- The Madras Panchayat System, Vol II: A General Assessmen', Impex India, Delhi 1972.
- The Beautiful Tree: Indigenous Indian Education in the Eighteenth Century, Biblia Impex Private Limited, New Delhi 1983